# 毛主席视察山东省农科院纪念地
毛主席视察山东省农科院纪念地，位于中国山东省济南市历城区山东省农业科学院科研发展核心区南区，现占地面积14933平方米。该纪念地为纪念时任中国共产党中央委员会主席毛泽东1958年8月9日和1959年9月21日的两次视察而建，1977年列入第一批省级文物保护单位，并在当地立碑标志。2007年投资300余万元扩建，新塑了展现毛泽东第二次视察该院棉花试验田时情境的铜像，并将纪念地东南部当时的院部办公场所（建于1954年）辟建为院史陈列馆。